# Валя-луй-Дан
Валя-луй-Дан (рум. Valea lui Dan) — село у повіті Димбовіца в Румунії. Входить до складу комуни Валя-Лунге.
Село розташоване на відстані 82 км на північний захід від Бухареста, 20 км на північний схід від Тирговіште, 63 км на південь від Брашова.

## Населення
За даними перепису населення 2002 року у селі проживали 452 особи, з них 451 особа (99,8%) румунів. Усі жителі села рідною мовою назвали румунську.